# تدبير داء كرون
تتضمن تدبير داء كرون تدبير الأعراض الحادة للمرض، ثم الحفاظ على الهَدأة (هجوع المرض). ولأن داء كرون حالة تصيب الجهاز المناعي، لا تحقق العلاجات الدوائية أو الجراحية المستخدمة شفاءً منه. يتضمن العلاج في البداية استخدام الأدوية المضادة للعدوى (المضادات الحيوية) والأدوية المكافحة للالتهاب (الأدوية المضادة للالتهاب مثل أمينوساليسيلات والستيروئيدات القشرية). وتلزم الجراحة لتدبير المضاعفات مثل الانسدادات أو الخراجات، أو إذا لم يستجب المرض للأدوية في غضون فترة زمنية معينة. ولا تكفي الجراحة لشفاء داء كرون. تنطوي الجراحة على إزالة الجزء المصاب من الأمعاء وإعادة وصل النهايتين الناتجتين، ولكن المرض يميل إلى النكس بعد الجراحة.
بمجرد حدوث الهدأة، يصبح الهدف من العلاج الحفاظ عليها: أي تجنب عودة تفعيل المرض، أو «الهجمات». يجب تجنب الاستخدام الطويل للستيروئيدات القشرية بسبب آثارها الجانبية. تحدث الهدأة تلقائيًا عند بعض المرضى، إلا أن الكثيرين يحتاجون إلى أدوية مثبطة للمناعة.

## أمينوساليسيلات
تبين أن مركبات أمينوساليسيلات مثل ميسالازين وسلفاسالازين، ذات فعالية ضئيلة للغاية في علاج داء كرون، سواء لتحقيق الهدأة أو الحفاظ عليها. لا تنصح الإرشادات الحالية باستخدام مركبات أمينوساليسيلات في داء كرون.

## الستيروئيدات القشرية
الستيروئيدات القشرية هي فئة من الأدوية المضادة للالتهابات تستخدم لعلاج هجمات داء كرون المتوسطة والشديدة. لكن استعمالها محدود بسبب تأثيراتها الجانبية الخطيرة، ومن بينها متلازمة كوشينغ، والهوس، والأرق، وارتفاع ضغط الدم، وارتفاع الغلوكوز في الدم، وهشاشة العظام، والنخر اللاوعائي للعظام الطويلة. لا ينبغي الخلط بين الستيروئيدات القشرية والستيروئيدات الابتنائية المستخدمة لتعزيز الأداء الرياضي.
الستيروئيد الفموي الأكثر استخدامًا هو بريدنيزون، ويُعطى عادة بجرعة 0.5 مغ/كغ لتحقيق الهدأة في داء كرون. تستخدم الستيروئيدات الوريدية، التي تُعطى في المستشفى، عندما لا تحقق الستيروئيدات الفموية النتيجة المطلوبة أو حين يتعذر إعطاؤها. ونظرًا إلى أن الستيروئيدات القشرية تقلل من قدرة الجسم على مكافحة العدوى، يجب توجيه عناية خاصة للوقاية من حدوث أي عدوى، وخاصة الخراجات داخل البطن، قبل بدء استخدام الستيروئيدات.
يستخدم نوع آخر من الستيروئيدات القشرية الفموية يدعى بوديزونيد (الاسم التجاري إنتوكورت)، يتميز بامتصاصه المحدود وبتأثير المرور الأولي (أيض المرور الأولي) المرتفع، ما يعني أن الكميات التي تدخل الدوران الدموي منه قليلة. وثبتت فعاليته في علاج داء كرون الخفيف والمعتدل، وفي الحفاظ على الهدأة. وهو فعال عند استخدامه مع المضادات الحيوية لتدبير داء كرون النشط. يُطلق بوديزونيد في الدقاق والقولون الأيمن، لذا يكون له تأثير موضعي ضد المرض في هذه المنطقة من الأمعاء.
يمكن أيضًا استخدام الحقن الشرجية الستيروئيدية لعلاج الأعراض في القولون السفلي والمستقيم. يُسوق لاستخدام حقن شرجية سائلة أو رغوية تحوي هيدروكورتيزون وبوديزونيد لهذا الغرض.

## مثبطات المناعة من فئة مركابتوبورين
مثبطات المناعة الأكثر استخدامًا للحفاظ على الهدأة في داء كرون هي آزاثيوبرين و6-مركابتوبورين. وهي مضادات للأيضات البورينية، ما يعني أنها تتداخل مع تكوين البورينات اللازمة للخلايا الالتهابية. تبلغ مدة عمل هذه الأدوية أشهرًا (بطيئة المفعول). يُعطى آزاثيوبرين و6-مركابتوبورين بجرعة تتراوح من 1.5 إلى 2.5 ملغ/كغ، وتوجد أدبيات طبية تدعم استخدام جرعات أعلى.
خلصت مراجعة كوكرين منهجية شملت 13 تجربة منضبطة مُعشاة إلى أن آزاثيوبرين و6-ميركابتوبورين غير فعالين في تحقيق الهدأة في هجمات داء كرون.
لآزاثيوبرين و6 مركابتوبورين فائدة محتملة في الحالات التالية:
- مرضى كرون الذين يتلقون علاج مداومة بآزاثيوبرين أو 6-مركابتوبورين يحتاجون إلى كميات أقل من الستيروئيدات القشرية حين يتعرضون لهجمات كرون. تقلل هذه الفائدة من الآثار الجانبية الناتجة عن العلاج بالستيروئدات.
- الداء المُنَوسِر.
- الحفاظ على الهدأة بعد إجراء الجراحة.[9]
- يمكن أن يحقق استخدام آزاثيوبرين مع إنفليكسيماب فائدة أكبر مقارنة باستخدام جرعة واحدة من إنفليكسيماب لإحداث الهدأة في هجمات كرون دون استخدام الستيروئيدات.[10]

يؤدي استخدام آزاثيوبرين إلى آثار جانبية نادرة ولكنها مهددة للحياة. وتشمل هذه التأثيرات الجانبية النادرة قلة الكريات البيض والتهاب البنكرياس. يمكن أن يزداد خطر الإصابة باللمفوما عند استخدام آزاثيوبرين أو 6-مركابتوبورين.
الدواء آزاثيوبرين مُدرج في قائمة الأدوية المسرطنة للإنسان من قبل إدارة الغذاء والدواء الأمريكية. ومع ذلك، فإن المراضة والوفيات الناتجة عنه أقل بكثير من تلك المرافقة لاستخدام الستيروئيدات.

## العلاجات الحيوية

### إنفليكسيماب
إنفليكسيماب (من أسمائه التجارية ريميكاد أو ريميكيد) هو جسم مضاد اندماجي بشري فأري يستهدف السيتوكين الالتهابي الذي يدعى عامل نخر الورم ألفا. يثبط هذا الجسم المضاد وحيد النسيلة عامل نخر الورم ألفا المعزز للالتهاب. يُعطى الدواء وريديًا بجرعة تبدأ من 5 ملغ/كغ وتُزاد تبعًا لصفات المرض.
إنفليكسيماب مفيد في:
- تحقيق الهدأة والحفاظ عليها عند المصابين بداء كرون[12]
- الحفاظ على الهدأة في داء كرون المنوسر[13]

يمكن أن تكون الآثار الجانبية لإنفليكسيماب، مثل مثبطات المناعة الأخرى من فئة مضادات عامل نخر الورم، خطيرة وربما قاتلة. ويحمل العقار ملصقًا تحذيريًا من إدارة الغذاء والدواء الأمريكية. تشمل الآثار الجانبية فرط الحساسية وردود الفعل التحسسية، وخطر إعادة تنشيط مرض السل، وداء المصل، وخطر الإصابة بالتصلب المتعدد. من الآثار الجانبية الخطيرة أيضًا اللمفوما والعدوى الشديدة.

### أداليموماب
أداليموماب عقار يشبه إنفليكسيماب بكونه جسمًا مضادًا يستهدف عامل نخر الورم. ثبتت فعاليته في تقليل علامات داء كرون وأعراضه في الحالات المعتدلة والشديدة، وصُرح باستخدامه لعلاج هذه الحالات لدى البالغين الذين لم يستجيبوا بشكل جيد للعلاجات التقليدية، والذين فقدوا الاستجابة لإنفليكسيماب أو لا يتحملونه.
مثل بقية الأدوية التي تستهدف عامل نخر الورم ألفا، توجد مخاوف من استخدام أداليموماب، بسبب تأثيراته التي قد تسبب الوفاة. ويحمل الدواء أيضًا ملصقًا تحذيريًا من إدارة الدواء والغذاء الأمريكية. وتشمل الآثار الجانبية المحتملة اضطرابات الدم الخطيرة والمميتة في بعض الأحيان؛ الإصابة بعدوى شديدة كالسل والالتهابات الفيروسية أو الفطرية أو الجرثومية؛ وتوجد تقارير نادرة أبلغت عن الإصابة باللمفوما وسرطان الأنسجة الصلبة؛ وتقارير نادرة أيضًا أبلغت عن حدوث إصابات خطرة في الكبد؛ وتقارير نادرة عن اضطرابات عصبية مركزية مزيلة للميالين؛ وتقارير نادرة عن حدوث قصور القلب.